# Dee C. Lee
Dee C. Lee  (nacida como Diane Catalina Sealy el 6 de junio de 1961 en Balham, sur de Londres) es una cantante asociada al grupo inglés The Style Council y esposa del fundador del mismo grupo Paul Weller. Tuvieron dos hijos, Leah y Natt, y a finales de los 90 se divorciaron.
Cantante de voz grave, utilizaba perfectamente la técnica falsete.
Contribuyó en numerosos temas del grupo, especialmente como corista.
- Datos: Q3704645